# ATP Challenger Mersin
Das ATP Challenger Mersin (offizieller Name Mersin Cup) war ein von 2012 bis 2015 jährlich stattfindendes Tennisturnier in Mersin. Es war Teil der ATP Challenger Tour und wurde im Freien auf Sandplatz ausgetragen. Radu Albot ist mit zwei Siegen im Doppel Rekordsieger.

## Siegerliste

### Einzel
| Jahr | Sieger           | Finalgegner  | Finalergebnis |
| ---- | ---------------- | ------------ | ------------- |
| 2015 | Kimmer Coppejans | Marsel İlhan | 6:2, 6:2      |
| 2014 | Damir Džumhur    | Pere Riba    | 7:64, 6:3     |
| 2013 | Jiří Veselý      | Simon Greul  | 6:1, 6:1      |
| 2012 | João Sousa       | Javier Martí | 6:4, 0:6, 6:4 |

### Doppel
| Jahr | Sieger                           | Finalgegner                         | Finalergebnis    |
| ---- | -------------------------------- | ----------------------------------- | ---------------- |
| 2015 | Mate Pavić Michael Venus         | Riccardo Ghedin Ramkumar Ramanathan | 5:7, 6:3, [10:4] |
| 2014 | Radu Albot (2) Jaroslav Pospíšil | Thomas Fabbiano Matteo Viola        | 7:67, 6:1        |
| 2013 | Andreas Beck Dominik Meffert     | Radu Albot Oleksandr Nedowjessow    | 5:7, 6:3, [10:8] |
| 2012 | Radu Albot (1) Denys Moltschanow | Alessandro Motti Simone Vagnozzi    | 6:0, 6:2         |